# Gentianella umbellata
Gentianella umbellata är en gentianaväxtart. Gentianella umbellata ingår i släktet gentianellor, och familjen gentianaväxter.

## Underarter
Arten delas in i följande underarter:
- G. u. longicarpa
- G. u. umbellata